# VK-98
De Volkssturmkarabiner VK-98 was een Duits grendelgeweer geproduceerd tijdens de laatste maanden van de Tweede Wereldoorlog, speciaal voor de Volkssturm. Het maakte gebruik van het Mauser-grendelsysteem dat gelijk was aan dat van de Karabiner 98 kurz.

## Geschiedenis
Tijdens de laatste maanden van de Tweede Wereldoorlog probeerde Adolf Hitler allerlei dingen om de oprukkende Geallieerden te stoppen op alle fronten. Een van deze dingen was de oprichting van de Volkssturm, waarin alle Duitse mannen tussen de 16 en de 60 jaar moesten dienen die niet al bij de Duitse strijdkrachten dienden. Haastig opgeleid en meestal gewapend met tweedehands of verouderde wapens was de Volkssturm de laatste verdedigingsmacht van Duitsland. Vanwege een tekort aan wapens begon de Duitse industrie een aantal goedkope, simpele maar toch redelijk effectieve wapens te produceren, uitsluitend voor de Volkssturm. Deze wapens waren erg eenvoudig in ontwerp, gemaakt van goedkope materialen met erg weinig aandacht voor duurzaamheid en afwerking.
De Volkssturmkarabiner VK-98 was een van deze wapens die werden geproduceerd tijdens de laatste maanden van de Tweede Wereldoorlog, met name in de Steyr-fabriek in Oostenrijk, die nog steeds werkte voor de Duitse strijdkrachten.

## Ontwerp
De Volkssturmkarabiner VK-98 had een grendelsysteem gelijk aan dat van de Karabiner 98k in combinatie met een opgeknapte of nieuwe loop (of soms een nieuw vervaardigde loop van een machinegeweer) en een ruwe houten kolf. Het was enkelschots, na elk schot moest een nieuwe patroon in de kamer worden geladen. Er waren echter ook exemplaren uitgerust met het G43 magazijn. Het vizier was van staal, gefixeerd en dus niet instelbaar.